# Jordi I de Xipre
Jordi I de Xipre anomenat el Vell, va ser un religiós grec nomenat patriarca de Constantinoble cap a l'any 678 i ho va ser fins a la seva mort, potser el 683.
Per un temps va ser el cap de la tendència monotelita però més tard, al Concili de Constantinoble el 680, va renunciar a aquestes creences. Anys després de la seva mort va ser anatemitzat pel concili iconoclasta de Constantinoble celebrat l'any 753 o 754, i dirigit per Constantí V Coprònim, segons diu Teòfanes el Confessor. El cita Lleó Al·laci, i Fabricius l'inclou a la Bibliotheca Graeca.